# オペラ・コミック

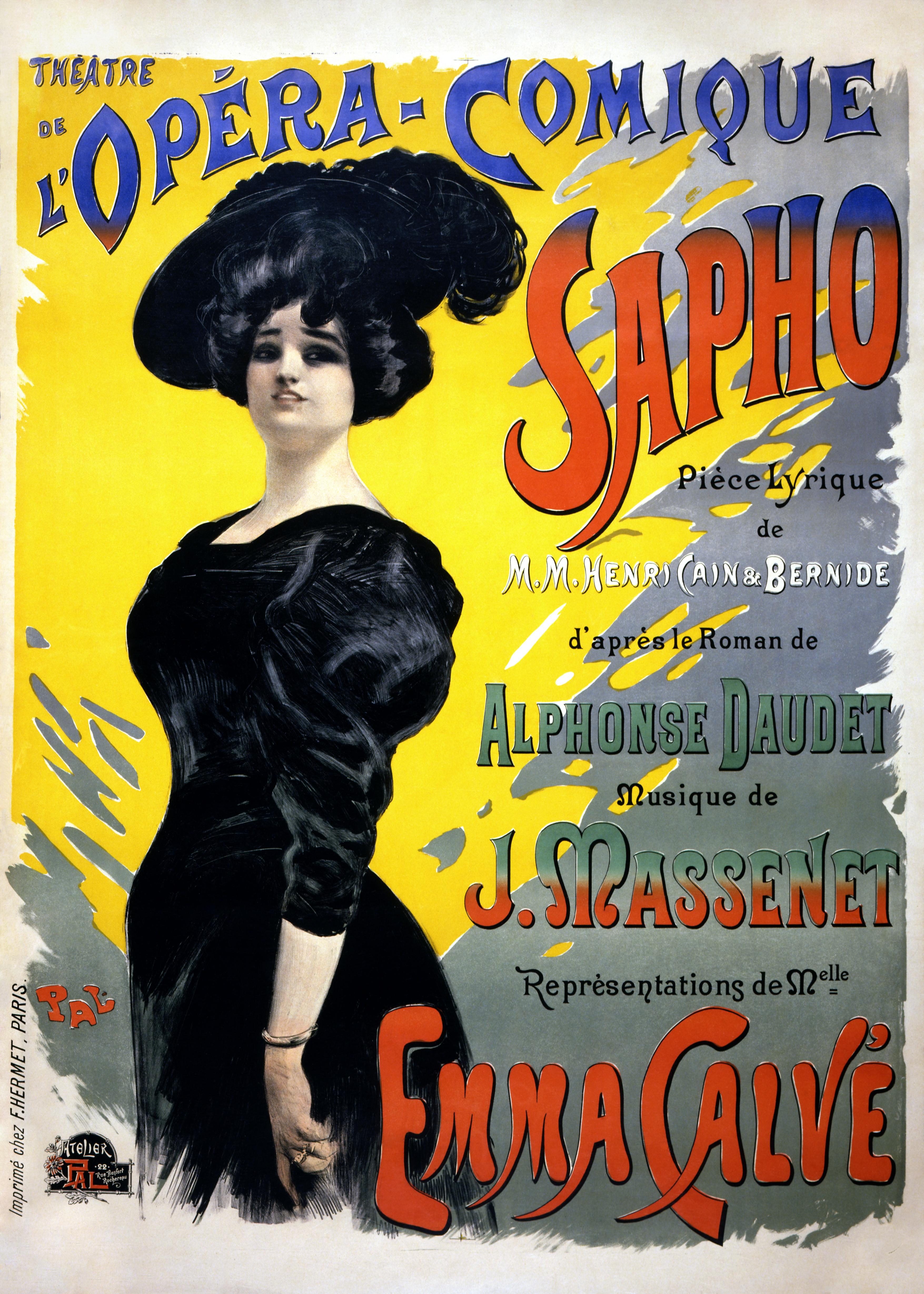
ジュール・マスネのオペラ・コミック『サッフォー』のポスター

オペラ・コミック（opéra comique, 複数形：opéras comiques）は、フランスの、歌以外の台詞を含むオペラの一形態。「オペラ・コミーク」という表記もある。サン＝ジェルマン市場(冬)、サン＝ローラン市場 (夏)に開かれていた市場演劇ないし劇場 (フランス語：Théâtre de la foire, さらに限定するとコンメディア・デッラルテ〈コメディ・イタリアン〉）の人気ヴォードヴィルから誕生した。最初にこの名前が使われたのはアラン＝ルネ・ルサージュの『Télémaque（テレマック）』（1715年）だが、その伝統は20世紀まで続いた。
パリにあった劇場オペラ＝コミック座と関係していて、元来は名前通りに滑稽で軽いものが主であったが、18世紀終盤のフランス革命期からは英雄的で真面目な内容のものが増え、伝統的なオペラとの違いはレチタティーヴォではなく台詞を用いること程度になってゆく。事実、おそらく最も有名なオペラ・コミックであろう『カルメン』は悲劇である。

## 代表的なオペラ台本作家
- ルイ・アンソーム（Louis Anseaume）
- Jean-François Cailhava de L'Estandoux
- Charles Collé
- Desfontaines-Lavallée
- Pierre-Jean-Baptiste Choudard dit Desforges
- Claude Joseph Dorat
- Barthélemy-Christophe Fagan
- シャルル＝シモン・ファヴァール（Charles-Simon Favart）
- ジャン＝フランソワ・マルモンテル（Jean-François Marmontel）
- アレクシス・ピロン（Alexis Piron）
- ミシェル＝ジャン・ズデーヌ（Michel-Jean Sedaine）
- Jean-Joseph Vadé
- クローダンリ・ド・フュゼー・ド・ヴォワズノン（Claude-Henri de Fusée de Voisenon）
- ウジェーヌ・スクリーブ

## 代表的な作曲家
- ピエール・モンタン・ベルトン（Pierre Montan Berton|Pierre Montan Berton）
- アドルフ・ブノワ・ブレーズ（フランス語版）（Adolphe Benoît Blaise）
- ニコラ＝シャルル・ボクサ
- ルイジ・ケルビーニ
- ニコラ・ダライラック（フランス語版）（Nicolas Dalayrac）
- アントワーヌ・ドーヴェルニュ（フランス語版）（Antoine Dauvergne）
- ニコラ・ドゼード（フランス語版）（Nicolas Dezède）
- エジーディオ・ロムアルド・ドゥーニ（Egidio Romualdo Duni）
- クリストフ・ヴィリバルト・グルック
- フランソワ＝ジョセフ・ゴセック
- アンドレ＝エルネスト＝モデスト・グレトリ
- エティエンヌ・ニコラ・メユール
- ジャン＝ジョゼフ・ド・モンドンヴィル
- ピエール＝アレクサンドル・モンシニー（フランス語版）（Pierre-Alexandre Monsigny）
- フランソワ＝アンドレ・ダニカン・フィリドール
- ニコロ・ピッチンニ
- アントニオ・サッキーニ
- ダニエル＝フランソワ＝エスプリ・オベール
- ジャコモ・マイアベーア